# Let's Get Crazy (canção de Hannah Montana)
"Let's Get Crazy" é uma canção pop da cantora-compositora e atriz americana Miley Cyrus, interpretando Hannah Montana – o alterego de Miley Stewart – a personagem que ela interpreta na série de televisão da Disney Channel Hannah Montana. Estreou na Rádio Disney em 19 de Janeiro de 2009 para promover Hannah Montana: O Filme e sua trilha sonora. Uma versão em karaokê está disponível em Disney's Karaokê Series: Hannah Montana 3. A canção é musicalmente baseada em pop rock e synthpop. Liricamente, a faixa fala sobre diversão.
A canção recebeu críticas de sucesso e rendeu uma boa média de resultados comercias para Cyrus em vários países, em comparação com seus outros sucessos como Montana, inclusive nos Estados Unidos e Canadá. Atingiu a melhor posição em uma parada de sucesso internacional, na Canadian Hot 100, ficando em vigésimo-sexto. Tornou-se a melhor posição de uma canção de Cyrus como Montana no Canadá. Nunca recebeu um videoclipe oficial, mas recebeu três videoclipes promocionais, no qual dois foram ao ar na Disney Channel. Cyrus promoveu a canção em vários locais, inclusive em sua segunda turnê, a Wonder World Tour.

## Música de fundo
A canção é associada com dance rock, pop rock, teen pop com um pequeno country twang. Guitarras elétricas e sintetizadores também são utilizados. Perto do início, a canção começa com uma batida vinda dos flashes dos paparazzi. É definido em tempo comum, com um ritmo moderado de 120 batidas por minuto. A canção é escrita na chave de Lá menor. Os vocais de Cyrus atingem duas oitavas, de A3 para C5. Possui a seguinte progressão harmônica, A5—C5—D5.
A canção foi escrita por Colleen Fitzpatrick conhecida como Vitamin C, Michael Kotch, Dave Derby, Michael "Smidi" Smith, Stefanie Ridel, Mim Nervo e Liv Nervo. A letra da canção centraliza uma festa e diversão, com uma referência sobre a vida dupla, em "You see me on the cover of your magazines, things are always different than the way they seem" (em português: "Você me vê na capa da revista, as coisas sempre são diferentes do que parecem").

## Recepção crítica

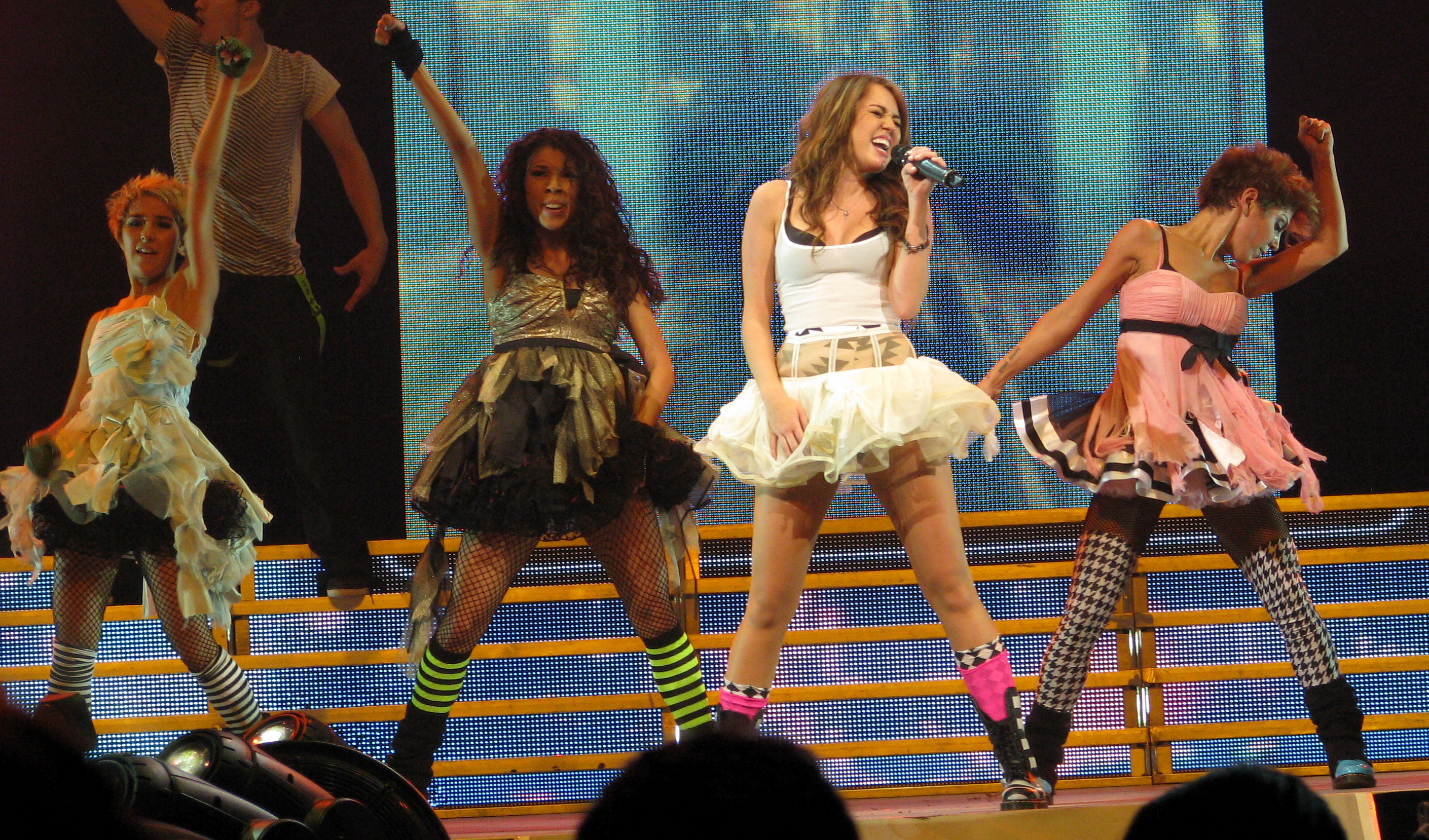
Cyrus e seus dançarios de fundo executando "Let's Get Crazy" na Wonder World Tour.

A canção recebeu diversas críticas positivas dos críticos. Warren Truitt da About.com, afirmou: "Let's Get Crazy" foi um espelho do estilo musical de Gwen Stefani. O comentarista da Allmusic Heather Phares descreveu a canção negativamente, como uma "caricatura de pop efervescente", afastando a influência musical original por Britney Spears, Christina Aguilera e Avril Lavigne. Leah Greenblatt da Entertainment Weekly afirmou que a canção foi demográfica por causa da pesada confecção de guitarras elétricas." Owen Gleiberman, também da Entertainment Weekly chamou atenção para a linha "Everyone can rock out like a superstar!" (em português: "Todos podem fazer rock como um superstar"), dizendo que esse era "seu mantra". Gleiberman adicionou que a canção é uma "versão liofilizada de Avril Lavigne". Quando avaliou a Wonder World Tour de Cyrus, Jim Harrington, escrevendo para a The Oakland Tribune, descreveu "Let's Get Crazy" como "diversão".

## Desempenho nas paradas de sucesso
A canção recebeu um medíocre airplay por não ser liberado para rádios, apenas para a Rádio Disney. No entanto, estreou em trigésima terceira posição no Hot Digital Songs, que o conduziu para a Billboard Hot 100 na semana encerrada em 11 de Abril de 2009. Estreou em quinquagésima sétima posição no Hot 100 e ficou num total de três semanas não-consecutivas na parada de sucesso. Na mesma semana, a canção estreou na vigésima sexta posição no Canadian Hot 100, devido a sua posição de número onze no Hot Canadian Digital Singles. Em seguida, a canção subiu e desceu diversas vezes até a última semana, que encerrou em 9 de Maio.

## Videoclipe
The song's first promotional music video, directed by Peter Chelsom, is an excerpt from Hannah Montana: The Movie that was premiered on Disney Channel on January 19, 2009.
O primeiro videoclipe promocional da canção, dirigido por Peter Chelsom, é uma amostra de Hannah Montana: O Filme, e estreou na Disney Channel em 19 de Janeiro de 2009.
O vídeo começa com a entrada de Montana na festa de 16 anos de Lilly Truscott, intepretada por Emily Osment, em Santa Monica Píer. Montana tenta se explicar para a personagem de Osment porque não veio vestida de Miley Stewart, dizendo: "Eu vou fazer as pazes com você, eu prometo." Então Truscott (Osment) diz: "Você nunca fará isso por mim." Montana atrai seus fãs, que a levam para o palco e pedem que ela cante uma canção. Durante a maior parte do videoclipe, a personagem de Cyrus executa a canção com dançarinos de fundo, banda e Steve Rushton com sua guitarra elétrica. No final, Rico Suave, interpretado por Moises Arias, emerge de um bolo de aniversário que explode no meio da multidão.
Um segundo videoclipe promocional para "Let's Get Crazy" foi gravado para promover a trilha sonora. O vídeo foi lançado em Março de 2009 na Disney.com e apresenta Cyrus cantando em um estúdio de gravação. Fez parte de uma série de vídeos promocionais intitulado The Miley Sessions.

## Performances ao vivo

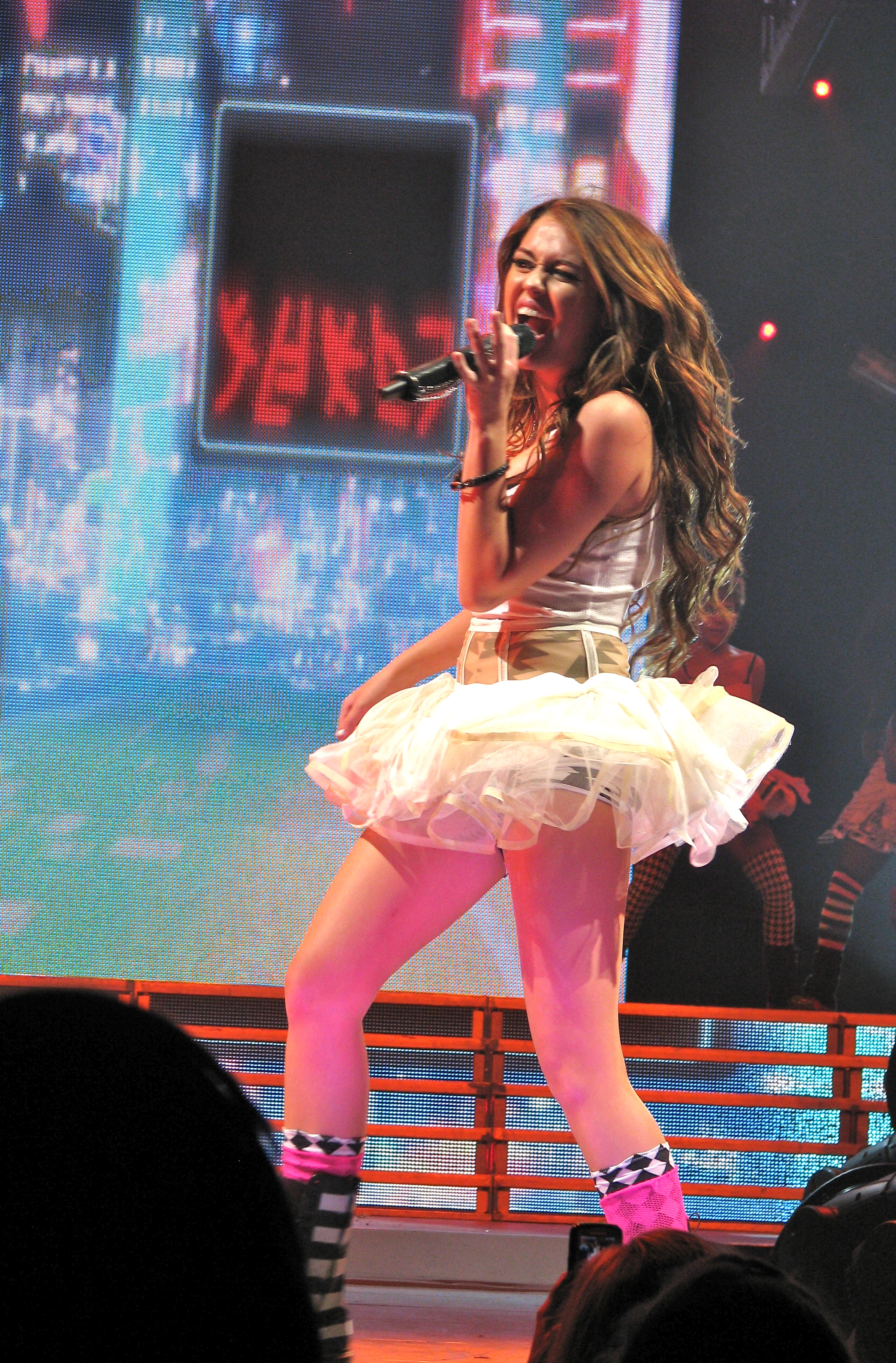
Cyrus executando "Let's Get Crazy" na Wonder World Tour.

Cyrus, vestida como Montana, estreou "Let's Get Crazy", juntamente com oito canções diferentes, na gravação do concerto para a terceira temporada de Hannah Montana, feito em 10 de Outubro em Irvine, Califórnia na Verizon Wireless Amphitheatre. A performance começa com Montana, vestindo uma camiseta com estrela rosa, saia com estampa de zebra, tênis e uma jaqueta metálica que sai através de uma gigante bola de espelho. Então, ela percorre o palco cantando a canção. Estreou mais tarde em 1 de Julho de 2009 na Disney Channel para promover Hannah Montana 3.
Precedido por "Fly on the Wall" e sucedido por Hoedown Throwdown, "Let's Get Crazy" é uma das canções que estava presente na lista de seu segundo tour, a Wonder World Tour. É uma das duas canções de Hannah Montana que executou como ela mesma. Durante a performance, ela veste um tutu como vestido e vídeos sobre a cultura asiática foram executados em telas de sobrecarga.

## Paradas de sucesso
| Parada de sucesso (2009) | Melhor posição |
| ------------------------ | -------------- |
| Canadian Hot 100         | 26             |
| U.S. Billboard Hot 100   | 57             |